# Idaea glabripennis
Idaea glabripennis là một loài bướm đêm trong họ Geometridae.